# Ракутумаву, Паскаль Жозеф
Паскаль Жозеф Ракутумаву (фр. Pascal Joseph Rakotomavo, 1 апреля 1934, Антананариву — 14 декабря 2010, Антананариву) — малагасийский политический деятель, премьер-министр Мадагаскара (1997—1998).

## Биография
- 1960—1964 гг. — глава аппарата министерства здравоохранения;
- 1964—1970 гг. — административный директор министерства здравоохранения Мадагаскара;
- 1970—1974 гг. — генеральный секретарь делегации по сохранению Индийского океана;
- 1974—1982 гг. — генеральный директор страховой кампании ARO;
- 1982—1989 гг. — министр экономики и финансов Мадагаскара;
- 1989—1993 гг. — специальный советник президента Дидье Рацираки, одновременно в 1989—1994 гг. — генеральный директор банка FIARO и страховой кампании ARO;
- 1997—1998 гг. — премьер-министр Мадагаскара, данное назначение было воспринято как неожиданное;
- 2001—2002 гг. — губернатор провинции Антананариву. В 2001 году был руководителем предвыборной кампании Дидье Рацираки на президентских выборах. В феврале 2002 года во время введения в стране военного положения был военным губернатором Антананариву, после перехода власти к лидеру оппозиции Марку Равалуманана в отличие от руководителей других провинций не подвергался преследованиям[2].

В 2009 году входил в специальную комиссию по разрешению политического кризиса на Мадагаскаре.